# Dombeya punctatopsis
Dombeya punctatopsis är en malvaväxtart som beskrevs av Bénédict Pierre Georges Hochreutiner. Dombeya punctatopsis ingår i släktet Dombeya och familjen malvaväxter. Inga underarter finns listade i Catalogue of Life.